# 비러브드 (2011년 영화)
《비러브드》(Les Bien-aimés)는 2011년 공개된 프랑스의 뮤지컬 영화이다.
스토리는 1960년대부터 2000년대까지 파리, 랭스, 몬트리올, 프라하, 런던을 배경으로 한다. 뮤지컬은 아니지만, 캐릭터들은 영화 전반에 걸쳐 뮤지컬 '내레이션'과 '대화'를 사용한다.

## 줄거리
영화는 1960년대 파리에서 시작된다. 마들렌은 야로밀과 결혼하여 딸 베라를 낳는다. 시간이 흘러 30년 후, 베라는 몬트리올에서 음악가 헨더슨과 사랑에 빠지게 된다.

## 출연

### 주연
- 까뜨린느 드뇌브
- 키아라 마스트로얀니
- 루디빈 사니에
- 루이 가렐
- 밀로스 포만
- 폴 슈나이더

### 조연
- 라디보제 부크빅
- 미셀 델뻬쉬
- 골디 노테이
- 파벨 리스카
- 주잔나 크로네로바

## 기타
- 프로듀서: 파스칼 코체튜스
- 미술: 사무엘 데쇼어스
- 의상: 파스칼린 샤반느
- 섭외: 리처드 루시우